# Judaizanci

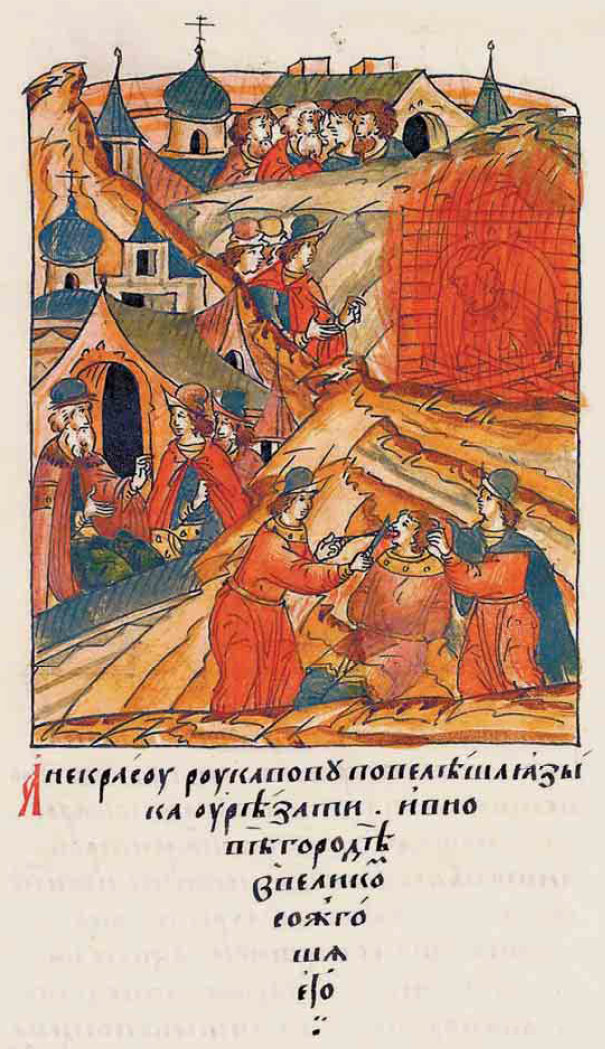
Kaźń judaizantów, pokazana na stronie jednej z kronik ruskich.

Judaizanci – pojęcie w chrześcijaństwie dotyczące kontrowersji, opisanej już w Dziejach Apostolskich i w Liście do Galatów, wokół rozumienia jedności i odrębności Kościoła (chrześcijaństwa) i Synagogi (judaizmu). W Nowym Testamencie judaizanci to chrześcijanie pochodzenia żydowskiego, którzy chcieli „judaizować” chrześcijan pochodzenia pogańskiego. Judaizanci nowo testamentalni, przyjmując kerygmat apostolski, jednocześnie wierzyli, że uczestniczenie w Przymierzu Ludu Izraela nie jest możliwe bez zachowywania wymogów życia żydowskiego, jak obrzezanie i przepisy rytualne. Twierdzili oni:

Jeżeli się nie poddacie obrzezaniu według zwyczaju Mojżeszowego, nie możecie być zbawieni (Dz 15,1, por. Ga 2,4; 2,12; 6,12; Flp 3,2)

Paweł z Tarsu polemizował z nimi w Liście do Galatów i Liście do Rzymian. Głównym tematem było przeciwstawienie zbawienia przez wypełnianie Prawa zbawieniu przez wiarę:

Obrzezanie posiada wprawdzie wartość, jeżeli zachowujesz Prawo. Jeżeli jednak przekraczasz Prawo będąc obrzezanym, stajesz się takim, jak nieobrzezany. Jeżeli zaś nieobrzezany zachowuje przepisy Prawa, to czyż jego brak obrzezania nie będzie mu oceniony na równi z obrzezaniem? I tak ten, który od urodzenia jest nieobrzezany, a wypełnia Prawo, będzie sądził ciebie, który, mimo że masz księgę Prawa i obrzezanie, przestępujesz Prawo. Bo Żydem nie jest ten, który nim jest na zewnątrz, ani obrzezanie nie jest to, które jest widoczne na ciele, ale prawdziwym Żydem jest ten, kto jest nim wewnątrz, a prawdziwym obrzezaniem jest obrzezanie serca, duchowe, a nie według litery. I taki to otrzymuje pochwałę nie od ludzi, ale od Boga (Rz 2,25-29)

Po raz pierwszy określenia „judaizanci” użył w IV w. Jan Chryzostom w traktacie Adversus Judaeos wobec chrześcijan z Antiochii (np. Homilia IV,4), którzy będąc chrześcijanami, wyznając wiarę w Jezusa Chrystusa jednocześnie chodzili do synagog i modlili się z Żydami, zachowując ich posty i święta i przepisy rytualne. Do takich wiernych skierował jedną ze swych homilii pod koniec życia także Augustyn z Hippony: Adversus Judaeos (ok. 429 r.).
W czasach reformacji w XVI w. i XVII w. określano tak antytrynitarzy, którzy jak Miguel Servet, Mateo Garibaldi i Faust Socyn negowali istnienie Trójcy Świętej i kwestionowali boskość Jezusa.
W XV w. w Rosji pojawiły się grupy tzw. bogomiłów żidowstwujuszczich, którzy głosili m.in. antytrynitaryzm. Do najbardziej znanych działaczy należeli Abraham ze Smoleńska oraz pop Ezajasz, który po wygnaniu z Moskwy uciekł do Polski i tu przyczynił się do utworzenia grupy „judaizantów” wśród braci polskich.
W Polsce w XVI w. judaizantami lub unitarianami, a najczęściej nowochrzczeńcami czy „nurkami”, nazywano radykalny odłam braci polskich na Lubelszczyźnie i na Litwie, którzy zaprzeczali boskości Jezusa oraz głosili m.in. radykalny pacyfizm chrześcijański, zniesienie poddaństwa chłopów oraz zakaz zabijania ludzi i zwierząt. Do najbardziej znanych judaizantów należeli: Marcin Czechowic, Walenty Krawiec i Jan Niemojewski. Niektórzy z nich jak np. Szymon Budny głosili szacunek dla judaizmu i stawiali tę religię za wzór dla chrześcijaństwa w dziedzinie edukacji religijnej. Należy przy tym wyjaśnić, że zarówno Czechowic, jak i Niemojewski byli długi czas w opozycji wobec Szymona Budnego właśnie przez krytykowany u niego prymat Starego Testamentu, który kazał sprzeciwiać się radykalnemu pacyfizmowi i dopuszczał sprawowanie urzędów. Bracia polscy, postrzegani jako judaizanci przez ich otoczenie, w większości swych odłamów uważali się raczej za prawdziwych chrystian kierujących się ewangelią, a w XVII wieku coraz większy nacisk kładli na zgodność wiary z rozumem. Skojarzenia z judaizmem brały się głównie z poglądów i działalności litewskiej grupy Budnego i popularnego w swoim czasie wśród co radykalniejszych odłamów braci polskich usuwania symboli krzyża jako sprzecznych z przykazaniem bożym symboli bałwochwalstwa.
W XX w. judaizantami lub „Czarnymi Żydami” nazywano Afroamerykanów w Stanach Zjednoczonych, którzy przyjmowali judaizm jako formę protestu przeciwko dyskryminacji rasowej ze strony „białych” chrześcijan.